# Heidi Gutruf

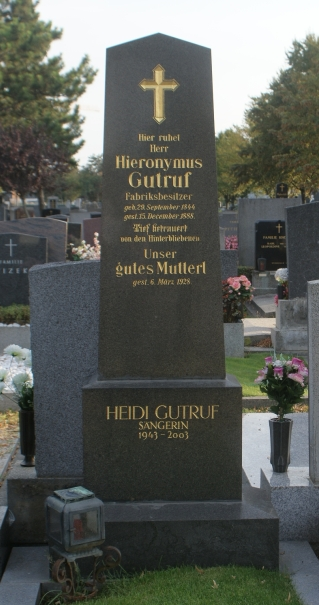
Grabstätte von Heidi Gutruf

Heidi Gutruf (* 1. Juli 1943 in Berlin; † 30. März 2003 in Wien) war eine österreichische Kabarettistin und Schauspielerin.

## Leben
Gutruf maturierte in Graz, anschließend studierte  sie Kunsterziehung an der Akademie der bildenden Künste in Wien und schloss diese als Mag. art.  ab. Parallel dazu ließ sie sich  an der Schauspielschule Krauss ausbilden und studierte danach Gesang an der Akademie für Musik und darstellende Kunst Wien. Sie trat neben dem Studium im Kabarett Der bunte Wagen (mit Hans Harapat, Tamara Stadnikow und Martin Flossmann), dann im Simpl auf. Im Jahr 1967 heiratete sie den Maler Gerhard Gutruf. 1968 wurden ihre Tochter Martina geboren. Von 1970 bis 1971 lebte sie in Rom. Sie wurde für mehrere Filme engagiert. 1976 hatte sie ein Engagement im Raimundtheater („Gräfin Mariza“ mit Marika Rökk). 1980 erwarb sie mit ihrem Mann den ehemaligen Zehenthof des Stiftes Göttweig in Minichhofen bei Ravelsbach. Weitere Engagements hatte sie in der Kammeroper Wien, beim Landestheater Innsbruck, dem Stadttheater Klagenfurt, in Baden (Niederösterreich) und St. Pölten, sowie bei den Komödienspielen auf Schloß Porcia. Sie wirkte bei zahlreichen Fernsehshows mit und spielte Hauptrollen in Kinofilmen mit Partnern wie Joan Collins und Curd Jürgens.
Ihr Leichnam wurde auf dem Atzgersdorfer Friedhof (2-1-18) in Wien begraben.

## Filmografie (Auswahl)
- 1978: Die Zuhälterin (Poliziotto senza paura)
- 1978: Missile X – Geheimauftrag Neutronenbombe (Allarme nucleare)